# Fabian Müller
Fabian Müller (ur. 6 listopada 1986 w Berchtesgaden) – niemiecki piłkarz występujący jako lewy obrońca w Dynamie Drezno z 2. Bundesligi.